# Rathaus Fürstenwalde

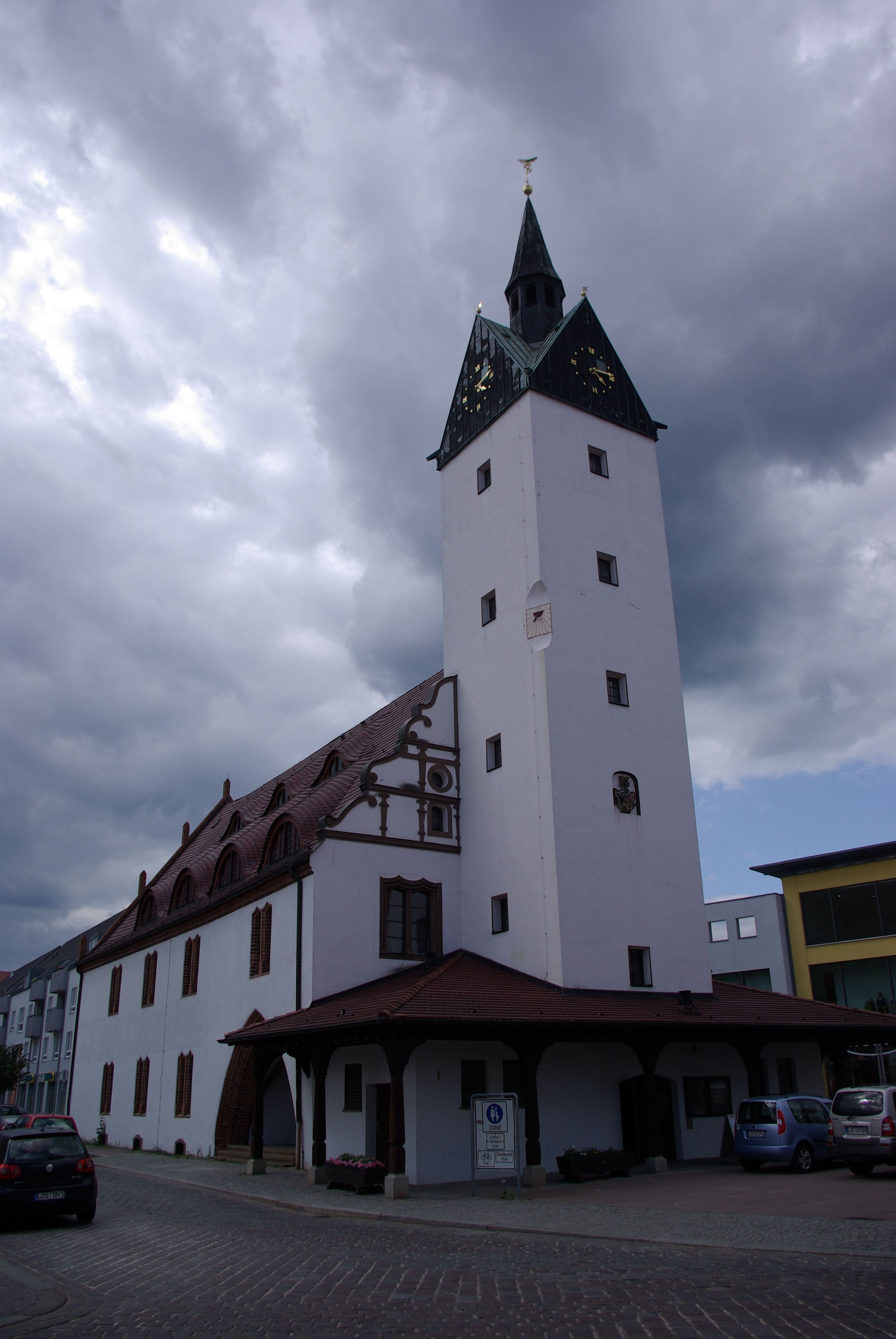
Rathaus Fürstenwalde, 2009

Das Rathaus Fürstenwalde (alternativ auch: Altes Rathaus Fürstenwalde) ist ein denkmalgeschütztes Verwaltungsgebäude in der brandenburgischen Stadt Fürstenwalde/Spree. 

## Lage
Das Rathaus steht im Stadtteil Mitte an der Ecke der Straßen Am Markt und Rathausstraße. Es bildet den nördlichen Abschluss der als Einkaufsstraße ausgebauten Mühlenstraße.

## Geschichte
Der zweigeschossige Verwaltungsbau entstand um das Jahr 1500 als spätgotischer Backsteinbau. Sehenswert sind seine mit Maßwerk gestalteten Giebel, die Osthalle mit Sterngewölben und der 1624 hinzugefügte Turm. Nach Beschädigung im Zweiten Weltkrieg wurde er wieder aufgebaut. Im Frühjahr 2011 begannen umfangreiche Sanierungsarbeiten im und am Gebäude, es musste für die modernen technischen Erfordernisse umgerüstet werden. Darüber hinaus wurden die kupfernen Dachbleche erneuert, Fußbodenbeläge ausgetauscht, ein Fahrstuhl eingebaut und barrierefreie Zugänge samt den Sanitäranlagen geschaffen; der Festsaal und der Kellerbereich wurden ebenfalls neu gestaltet. Laut dem Bauprojekt dienten die Maßnahmen „der nachhaltigen Sicherung des Alten Rathauses als öffentlicher Ort von Kultur und Kommunikation.“ Die Baumaßnahmen waren 2014 abgeschlossen.

## Nutzung
Die Stadtverwaltung befindet sich, mit Ausnahme des Standesamtes, nicht im Rathaus, sondern im nahe gelegenen Rathaus-Center. Sie hat dort Räume für ein Verwaltungszentrum bis zum Jahr 2021 angemietet. Allerdings finden die Sitzungen der Stadtverordnetenversammlung und ihrer Ausschüsse im Alten Rathaus statt. 
Seit 1978 hat eine Kunstgalerie ihren festen Sitz im Alten Rathaus. Im Keller des Rathauses eröffneten Ende Dezember 2014 die Brauerei Rathausbräu, für dessen Ausstattung der private Besitzer rund 300.000 Euro investiert hat, und ein Brauereimuseum. Es lässt alte Brautraditionen der Stadt wieder aufleben und stellt als Schaubrauerei Fürstenwalder Bier neu her.